# Дејвид Балтимор
Дејвид Балтимор (енгл. David Baltimore; Њујорк, 7. март 1938) амерички је биолог и добитник Нобелове награде за физиологију или медицину за 1975. годину. Био је председник Калифорнијског технолошког института (Калтех) од 1997. до 2006. године, а тренутно је председник емеритус на Калтеху. Такође је био председник Рокфелеровог универзитета од 1990. до 1991. године.
Балтимор је дао велики допринос науци, посебно у пољима имунологије, вирологије, истраживања рака, биотехнологије и истраживања рекомбинантне ДНК. Обучавао је многе докторске студенте и постдокторанте, од којих су неки изградили запажене и истакнуте истраживачке каријере. Поред Нобелове награде, добио је и бројне награде, укључујући и америчку Националну медаљу за науку 1999. године.

## Младост и образовање
Рођен је 7. марта 1938. године у Њујорку од Гертруде и Ричарда Балтимора. Одрастао у Квинс квартовима, а преселио се са породицом у предграђе Грејт Нек, Њујорк, док је био у другом разреду, јер је његова мајка сматрала да су градске школе неадекватне.
Завршио је средњу школу Грејт Нек Норт 1956. године. Интересовање за биологију стекао је приликом похађања средњошколске летње школе у Летњем студентском програму Џексон лаборатори у Бар Харбору, у Мејну.
Стекао је диплому на Свартмор колеџу 1960. Приписује заслуге за своје интересовање за молекуларну биологију Џорџу Стреисингеру под чијим је менторством радио једно лето у лабораторији Колд Спринг Харбор .
Године 1960, уписао је постдипломске студије из биологије на МИТ-ју. Његово рано интересовање за генетику фага брзо је прерасло у страст према животињским вирусима.
Године 1961, похађа курс Колд Спринг Харбоура о животињској вирологији, а касније се сели у лабораторију Ричарда Френклина на Институту Рокфелер у Њујорку, једну од неколико лабораторија које су пионирале молекуларна истраживања на животињској вирологији. Тамо је направио фундаментална открића о репликацији вируса и њеном утицају на метаболизам ћелија, укључујући први опис РНК репликазе.
Докторску дисертацију завршио је 1964.

## Каријера и истраживање
Након доктората, Балтимор се вратио на МИТ за постдокторско истраживање код Џејмса Дарнела, 1963. године. Наставио је са својим радом на репликацији вируса користећи полиовирус.

### Независни истражитељ
У фебруару 1965. године, Ренат Дулбеццо је позвао Балтимора у новоосновани Салк институт за биолошке студије у Ла Џоли као независног истраживачког сарадника. Тамо је истраживао репликацију РНК полиовируса и започео дугу каријеру менторства раних каријера других научника, укључујући и Марка Џирарда и Мајкла Џејкобсона. Они су открили су механизам протеолитичког цепања прекурзора вирусних полипротеина, који указују на значај протеолитичке обраде у синтези еукариотских протеина. Тамо је срео и своју будућу супругу, Алис Хуанг, која је почела да ради са Балтимором на Салку у 1967. Он и Алис заједно су извели кључне експерименте на дефектним ометајућим честицама и виралним псеудо типовима. Током овог рада, он је направио кључно откриће да полио производи своје вирусне протеине као један велики полипротеин који се касније прерађује у појединачне функционалне пептиде.

### Технолошки институт у Масачусетсу

#### Реверзне транскриптазе
Откриће реверзне транскриптазе, истовремено са Ховардом Темином, који је предложио провирусну хипотезу, преокренуло је Централну догму молекуларне биологије показујући да генетичка информација може да се преноси двосмерно између ДНК и РНК. Они су ове налазе објавили у радовима у престижном часописуNature.
Године 1972, када је имао 34 године, Балтимор је стекао звање професора биологије на МИТ-у, које је држао до 1997. године. Године 1975, у 37. години живота, Балтимор је поделио Нобелову награду за физиологију или медицину са Хауардом Темином и Ренатом Дулбеком, „за њихова открића о интеракцији између туморских вируса и генетског материјала ћелије.” У то време, највећи допринос Балтимора вирологији је било његово откриће реверзне транскриптазе .

## Породица
Балтимор се оженио 1968. Алисом Хуанг. Имају једну ћерку.